# Nikola Todev
Nikola Todev (n. 13 iunie 1928, Devin, Bulgaria - d. 30 martie 1991, Plovdiv) a fost un actor de film și de teatru bulgar.